# Samuel Eduardo Bonilla Bogaert
Samuel Eduardo Bonilla Bogaert (Santo Domingo, 23 de junio de 1988) es un economista, politólogo y político dominicano. Actualmente trabaja en el Instituto Tecnológico de Santo Domingo donde imparte docencia y trabaja en el área de asuntos internacionales. Es doctor en ciencias políticas por la Universidad del Sur de California y miembro de la dirección política de Opción Democrática, partido del que es cofundador y del cual fue primer Secretario General en 2015. Fue candidato a diputado por la Circunscripción 2 del Distrito Nacional en las elecciones legislativas del 2024.

## Familia y educación
Samuel Eduardo Bonilla Bogaert nació el 23 de junio de 1988 en Santo Domingo, República Dominicana. Es hijo del ingeniero Manuel E. Bonilla Dominici y de Ivette Bogaert Hernández. Tiene una hermana llamada Ivette Bonilla Bogaert, quien es economista. Viene de una familia con una historia de compromiso social. Sus abuelos, Carolina Hernández, una poeta de Moca, y Huberto Bogaert Díaz, un dermatólogo, fundaron el Patronato de Lucha contra la Lepra y el Instituto Dermatológico y de Cirugía de Piel, que hoy lleva el nombre del Dr. Bogaert. Su abuelo paterno, Pedro Pablo Bonilla, fue un ingeniero, amante de la música y radiodifusor que desempeñó un papel importante en el desarrollo de la televisión privada en el país con la fundación de Rahintel.
Estudió economía en la Pontificia Universidad Católica Madre y Maestra (PUCMM) graduándose Summa Cum Laude. En su último año de carrera universitaria, fue elegido presidente del comité estudiantil. Obtuvo una maestría en Asuntos Internacionales en la Escuela de Asuntos Internacionales y Públicos de la Universidad de Columbia entre 2010 y 2012. Un año más tarde, fue admitido en la Universidad de Stanford, donde obtuvo una maestría en Educación Comparada Internacional. Bajo la guía de Gerardo L. Munck, se graduó del programa doctoral en ciencias políticas de la Universidad del Sur de California.

## Carrera política
Bonilla Bogaert comenzó su carrera política en 2009 cuando ayudó a crear Por Mi País, una red ciudadana que apoyó la campaña de reelección de la entonces diputada Minou Tavárez Mirabal para las elecciones parlamentarias de 2010.
En noviembre de 2014, comenzó a trabajar en la creación del partido político Opción Democrática. En 2015, fue nombrado Secretario General del partido y contribuyó a la formación de las estructuras municipales y provinciales de la organización. Fue sucedido por el entonces diputado José Horacio Rodríguez Grullón en el 2018. A raíz de la fusión de Opción Democrática y Alianza País durante las elecciones generales de 2020, Bonilla Bogaert formó parte de la dirección nacional de Alianza País entre 2019 y 2022. Tras separarse ambas organizaciones, fue elegido para integrar la dirección política de Opción Democrática.
El 3 de junio de 2023, Bonilla Bogaert hizo pública su candidatura a diputado por la circunscripción 2 del Distrito Nacional.
Samuel presentó su primer proyecto de ley el miércoles 19 de julio, menos de dos meses después de haber anunciado su candidatura al Congreso. El candidato a diputado le entregó al legislador Jose Horacio Rodríguez un proyecto de ley que obligaría a la Junta Central Electoral a celebrar una serie de debates presidenciales. El proyecto busca garantizar un espacio equitativo, imparcial y accesible desde donde todas las personas aspirando a la presidencia puedan dar a conocer sus propuestas."Este país merece una competencia política basada en ideas y visiones claras de país, no en la cantidad de dinero que tenga un candidato o una candidata." Además, señaló la necesidad de darle más herramientas a los electores para que participen del sistema democrático de la mejor manera.
Desde sus inicios políticos insistió sobre la necesidad de transformar el sistema educativo dominicano. En febrero del 2023 se opuso al proyecto de ley que buscaba convertir al gobierno dominicano en un promotor de créditos educativos, llamando a la autoridad estatal a asumir su rol de "garante de derechos" y reivindicado el valor de la universidad pública. Como candidato legislativo, alertó sobre los más de 800,000 niños y niñas en situación de vulnerabilidad que no eran beneficiados con servicios profesionales de cuidado y estimulación temprana. Se comprometió en hacer del cuidado y la atención integral para la primera infancia una prioridad legislativa, presentando una propuesta para financiar ese derecho fundamental.

## Vida académica y experiencias laborales
Bonilla Bogaert ha llevado a cabo investigaciones de campo en la República Dominicana, Los Ángeles, California, y Ghana, África. Coescribió un capítulo sobre corrupción en el sistema educativo primario en Ghana incluido en el Reporte Global de Corrupción 2013 editado por Transparencia Internacional.
Fue Investigador Asociado en el Centro de Investigación en Liderazgo y Gestión Educativa del Barna Business School entre 2013 y 2014. En el 2014, obtuvo el segundo lugar en el 4.º Concurso Internacional de Derecho y Desarrollo del Instituto OMG por su trabajo en coautoría con Daniel R. Morales “Lo público que se haga público: Una enmienda al artículo 45 de la Ley Electoral 275-97 de la República Dominicana".
Samuel se desempeñó como coordinador del Centro de Desarrollo Profesional en el Campus Santo Tomás Aquino de la Pontificia Universidad Católica Madre y Maestra (PUCMM) en la República Dominicana. En 2017, pronunció el discurso de bienvenida a los nuevos estudiantes en nombre de la Oficina del Decano de Postgrado en el Campus Santo Tomás de Aquino de la Universidad.
En el año 2024, se integró a trabajar en el Instituto Tecnológico de Santo Domingo. Allí da clases en el bloque de Estudios Generales perteneciente al Área de Ciencias Sociales y Humanidades. Además, trabaja con el equipo de rectoría impulsando su agenda de colaboración con universidades alrededor del mundo. Desde su ingreso a la universidad, ha participado en procesos de rediseño curricular y ha servido de jurado en las defensas de distintas tesis doctorales.
Ha escrito más de cincuenta artículos de opinión sobre diversos temas relacionados con el desarrollo nacional dominicano en el periódico digital Acento y en la publicación digital El Mitin.

## Vida personal
En el 2018, Samuel se casó con Sarah C. Fernández Florentino, una abogada admitida para ejercer el derecho en Nueva York, California y la República Dominicana.Hoy Sarah dirige un centro educativo en la República Dominicana.